# Ex convento di San Salvatore
L'ex monastero di San Salvatore conosciuto come il monastero delle monache di Santa Chiara, fondato dalle clarisse di santa Chiara d'Assisi, si trova in via San Salvatore a Fino del Monte. Il convento fondato nel 1507 fu soppresso nel 1576.

## Storia

### Le origini
Il territorio di Fino del Monte, posto in val Seriana, aveva sofferto gli scontri fratricidi dei guelfi e ghibellini del XV secolo, trasformando quello che era un territorio fiorente in un territorio di particolare povertà, e proprio già nel 1459 venne fondato il Consorzio della Misericordia da parte del frate francescano Leone da Fin, che doveva compiere atti di benedicenza a tutti i disgraziati che abitavano il territorio, in particolare proprio a sostegno della nobile famiglia Da Fin che aveva fondato già nel XII secolo la località.
Nel 1507 Caterina da Fin che era figlia di Giovanni S. Simone di Bergamo, dopo esser diventata monaca di clausura con il nome di Arcangela e aver fatto dono di tutti i suoi beni, chiese di poter fondare un monastero di monache clarisse accanto alla chiesa di San Salvatore che era stata edificata dalla Congregazione della Misericordia. L'autorizzazione fu concessa con la bolla pontificia di papa Giulio II e suor Arcangela con alcune giovani del paese si ritirano in una abitazione facendo vita claustrale con il nome di Monache di S. Chiara. Il 26 maggio 1526 il padre della monaca fece dono di un nuovo edificio dove le religiose potevano costruire il proprio convento, una ulteriore ricchezza fu aggiunta pochi anni dopo dal canonico Scalvinoni con la grossa somma di 1700 imperiali, quale dote per la sorella Marta che entrava nell'ordine. Questo permise di modificare il fabbricato con l'inserimento del dormitorio, refettorio, mentre la piccola chiesa di cui Arcangela aveva fatto richiesta, non venne mai edificata; le religiose godettero della chiesa di San Salvatore con l'accesso possibile attraverso la portina che fu posta nella parte superiore della navata così da poter assistere alle funzioni eucaristiche in isolamento. I documenti indicano che il convento, grazie alle donazioni, poté acquistare terreni che diedero ulteriore ricchezza.

### La soppressione
Della storia del convento non si registrano sono fatti particolari, anche considerato che la vita claustrale non concede la conoscenza all'esterno di eventi che siano documentati, fino alla visita pastorale diocesana del legato pontificio san Carlo Borromeo del 27 novembre 1575, il quale ordinò la chiusura del monastero. La ragione di questa improvvisa soppressione, nasce probabilmente da motivi di sicurezza, vi erano sul territorio personaggi che potevano minacciare la vita monastica. Vi era inoltre documentato un processo del 7 luglio 1561, svoltosi a Bergamo di cui rimangono i documenti nell'archivio diocesano, che documenterebbero di un possibile matrimonio di una monaca, certa Ludovica de Cavillis di Bergamo con Jacopo Da Fin, che era stata obbligata a prendere il velo dal padre Agostino Cavillis, e da questa unione sarebbero nati due bambini. Non vi è certezza che questo fatto possa aver influenzato l'ordinanza del cardinale.
L'ordine del cardinale non fu certo ben accolto dalla località, inoltre bisognava trasferire le sei monache presenti in un altro convento. Inizialmente fu indicato quello di Lovere delle monache clarisse che avevano avuto contatti positivi con quelle di Fino in quanto fondato nel 1541 e che era stato inizialmente gestito da quattro monache di Fino.
Ma il convento di Clusone che aveva un numero alto di monache ma pochi benefici non fu certo felice di questa soluzione, e chiese di poter accogliere le monache orfane del loro convento. 
Scrisse lo storico Donato Calvi nel suo “Effemeride sacra profana di quanto di memorabile sia successo in Bergamo” del 1676: 
(Donato Calvi- edizione del 1974 ad opera di Arnaldo Forni Editore)
Il 9 gennaio 1576 le monache del convento claustrale di Fino del Monte si trasferirono definitivamente a Clusone. Queste reclamarono successivamente alla congregazione della Misericordia di Fino, alcuni beni che erano rimasti nella chiesa di San Salvatore. Il 29 febbraio 1614, con la chiusura della causa il monastero fu definitivamente chiuso e i locali venduti a privati che crearono nuovi ambienti destinati ad abitazioni private.

## Descrizione
Il convento, era stato edificato piuttosto discosto dall'abitato, sulla parte più a nord dell'antica piazza, si trova poi inserito nel centro storico della località di Fino del Monte, inserito nelle abitazioni di epoche successive, che non hanno modificato la struttura originaria.
Vi si accede attraverso il portale presente in pietra di ceppo in piazza San Salvatore. Due mensile reggono l'architrave che è decorato con tre medaglioni raffiguranti santi, e l'arco a sesto acuto dove è presente un affresco molto deteriorato raffigurante la Vergine in adorazione del figlio dormiente, e i santi Antonio da Padova e Giovanni Battista inseriti in un angolo di paese che potrebbe essere il cinquecentesco Fino. Del medesimo stile è il portale della vicina chiesa di San Salvatore.
Dal portale si accede all'antico chiostro conservato integro sui alti ovest e nord con le arcate a tutto sesto sorrette da colonne in pietra di Sarnico. La pavimentazione originale è integra solo in alcune parti ma che sono testimonianza di come si presentava il cortile interno. Il fabbricato presenta il loggiato superiore sempre con archi a tutto sesto sorretti da colonne terminando con il secondo piano a solaio aperto, probabilmente luogo di conservazione dei prodotti agricoli. Il resto del fabbricato ha una conformazione che non ricorda più quelli che dovevano essere gli interni con i locali destinati al convento ma sono abitazioni moderne private.